# Улица Абренес (Рига)
Улица А́бренес (латыш. Abrenes iela) — улица в Латгальском предместье города Риги, в историческом районе Московский форштадт. Начинается от перекрёстка улиц Дзирнаву и Вилхелмса Пурвитиса, пролегает сначала в восточном направлении, вдоль железнодорожной насыпи (на 2023 год — строящейся линии Rail Baltica), затем поворачивает к юго-востоку и заканчивается выходом к улице Лачплеша. В средней части к улице Абренес примыкает улица Скринду, с другими улицами пересечений нет.
Названа в честь города Абрене, входившего в состав Латвии с 1920 по 1944 год (ныне Пыталово, Псковская область, Россия).

## История
В первой половине XIX века улица Абренес упоминается как «дорога на гусиное пастбище» (нем. An der Sohsenweide). На городском плане 1844 года впервые подписана как Казачья улица (нем. Kosakenstrasse, латыш. Kazaku iela). Это название, сохранявшееся до 1938 года, произошло от старинных казачьих конюшен, находившихся в районе этой улицы.
В 1938 году улица получила своё современное название, которое более не изменялось.
Первоначально улица пролегала лишь от улицы Лачплеша до железнодорожной насыпи; участок вдоль железной дороги был присоединён уже в XXI веке.

## Транспорт
Общая длина улицы Абренес составляет 538 метров. Улица полностью асфальтирована, на всём протяжении разрешено двустороннее движение. Средняя ширина проезжей части — 8,75 метра.
Главной достопримечательностью улицы является конечная остановка автобусов «Abrenes iela», которая используется большинством (на март 2023 года — 26 из 50) городских маршрутов. Здесь устроена большая площадка для отстоя транспорта, с 2011 года имеется 5 посадочных платформ для маршрутов разных направлений. Остановочные павильоны в течение многих лет украшают рисунки местных художников, что позволяет их образно называть «галереей под открытым небом».

## Примечательные здания
- Дом № 8 (до 2018 года — дом № 3) — бывшие казармы 177-го Изборского полка (1902, архитектор Рейнгольд Шмелинг). В начале 1920-х годов здесь действовала больница и карантинный пункт для беженцев, возвращающихся в Латвию; позднее — управление Рижского военного округа; в советское время — казарма 81-го Витебского отдельного полка связи,с 1978 года-128-я бригада связи, в 1990-е годы здание использовалось Национальными вооружёнными силами Латвии[1]. В 2001—2002 годах проведена реновация здания с надстройкой четвёртого этажа[8], после чего здесь разместился Рижский городской суд[9].
- Дом № 15 (до 2018 года — № 2) — бывшее Еврейское ремесленное училище (1904, архитектор Пауль Мандельштам). В 1920—1930-е годы здесь же действовали еврейские Государственные педагогические курсы, с 1945 — профессионально-техническое училище № 11. В настоящее время — Рижское железнодорожное училище[1].

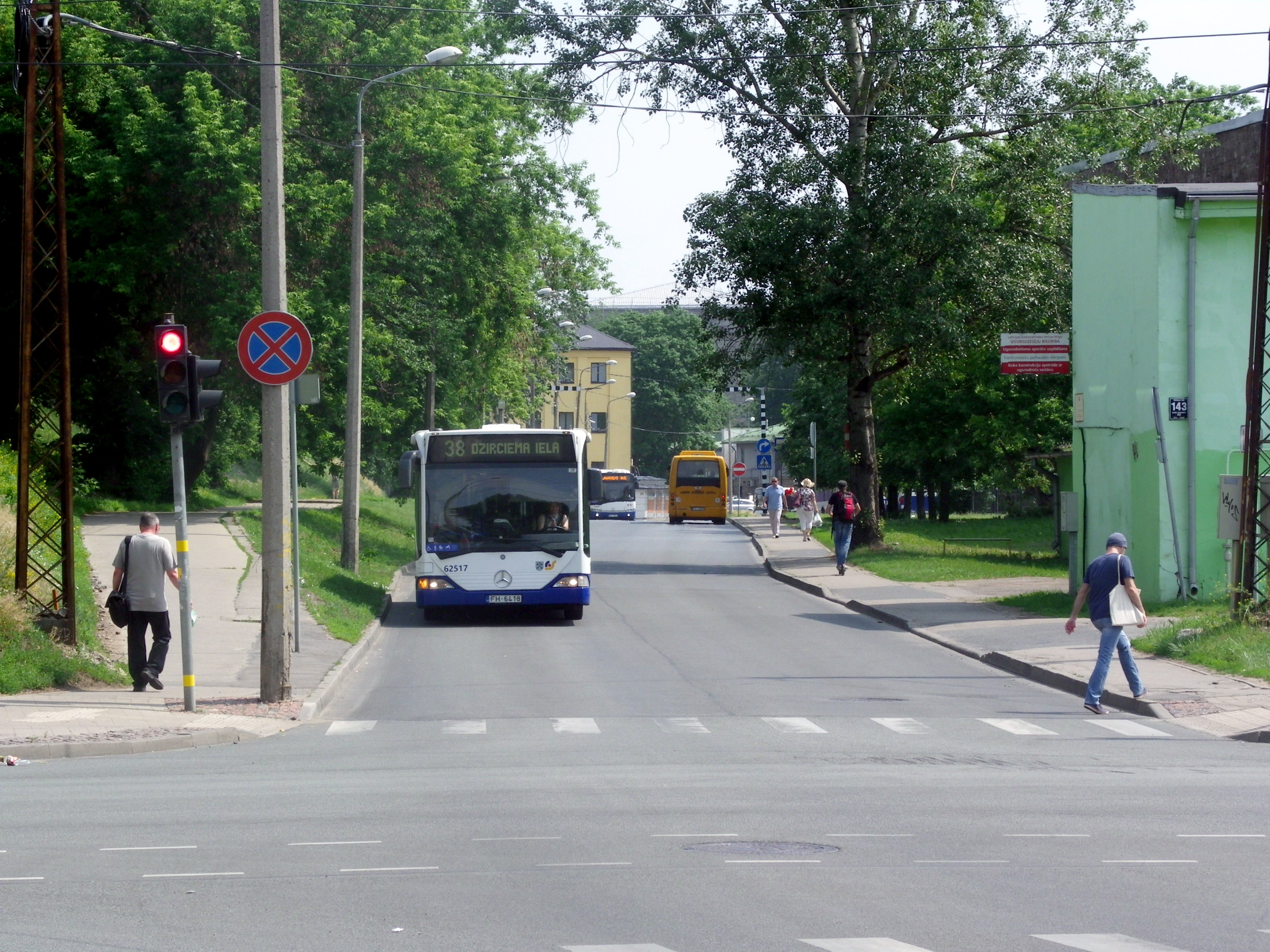
Вид от улицы Дзирнаву
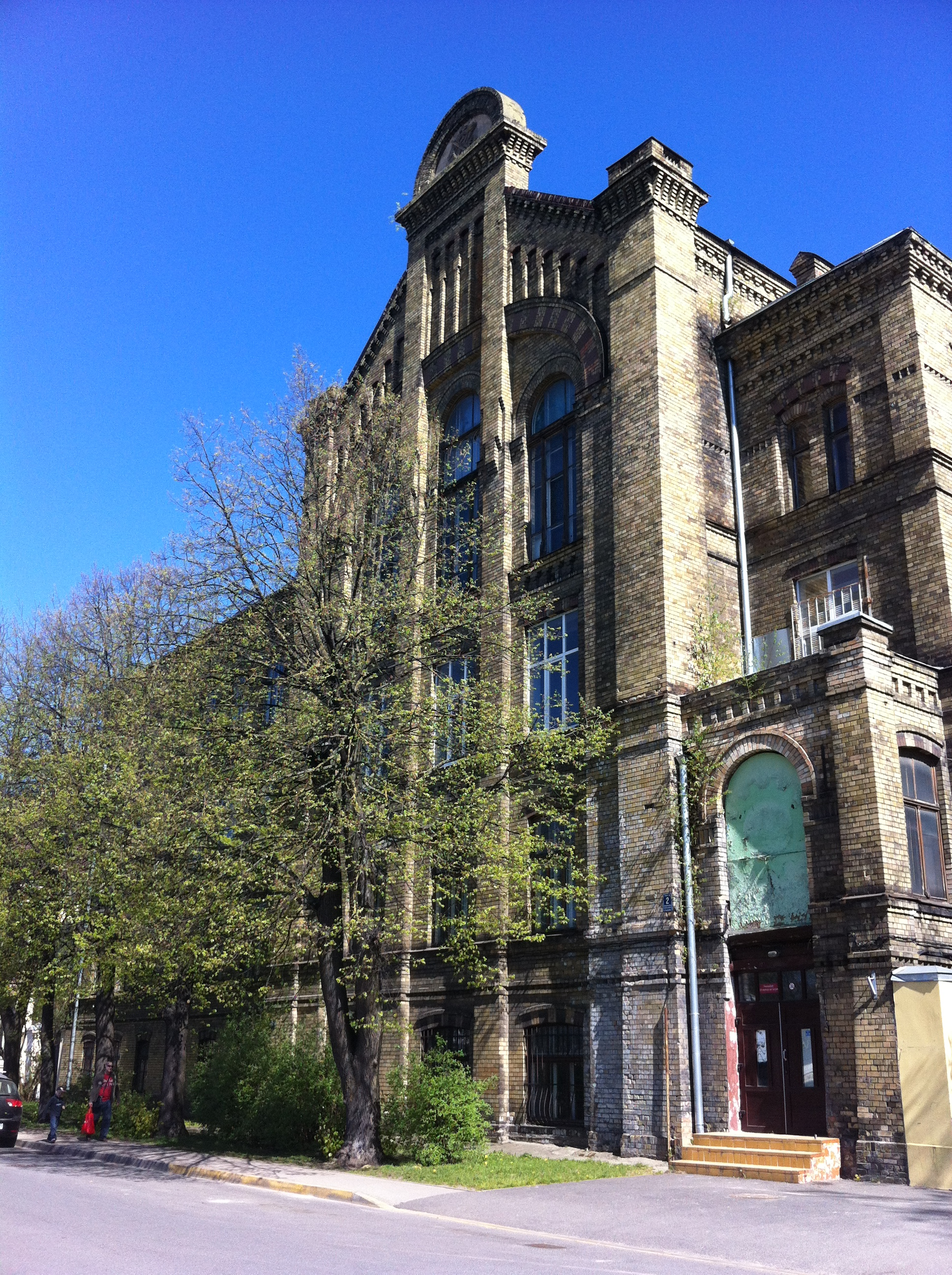
Дом № 15
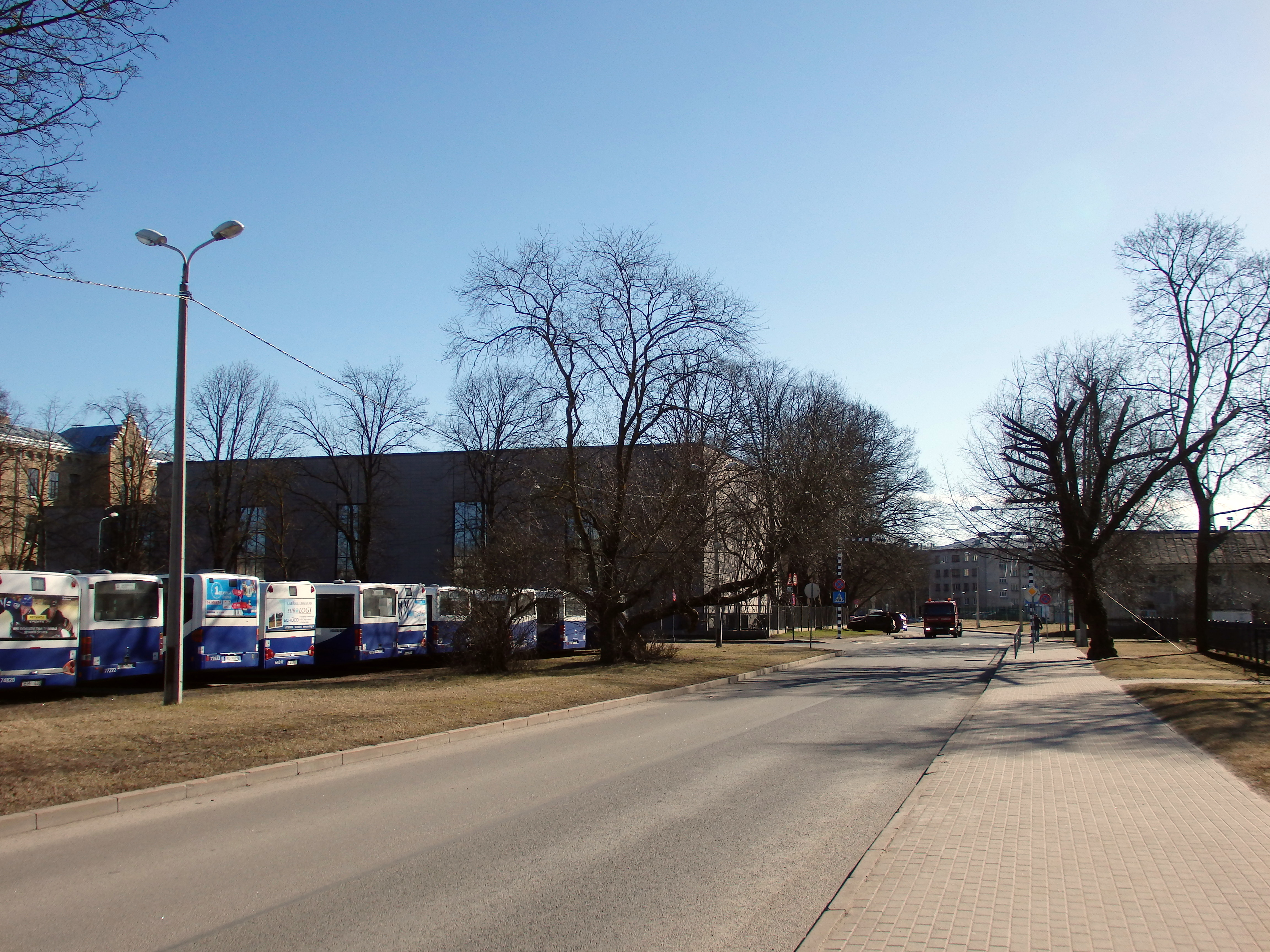
Вид в сторону ул. Лачплеша